# Tretoppen
Der Tretoppen (norwegisch für Dreigipfel) ist ein Berg im ostantarktischen Enderbyland. Er ragt südwestlich der Newman-Nunatakker und westlich der Aker Peaks zwischen diesen und den Napier Mountains auf.
Die deskriptive Benennung geht vorgeblich auf russische Wissenschaftler zurück.